# Paris (Texas)
Paris é uma cidade localizada no estado norte-americano do Texas, no Condado de Lamar.

## Demografia
Segundo o censo norte-americano de 2000, a sua população era de 25 898 habitantes.
Em 2006, foi estimada uma população de 26 490, um aumento de 592 (2.3%).
A população era de 24 171 em 2020.

## Ligações externas

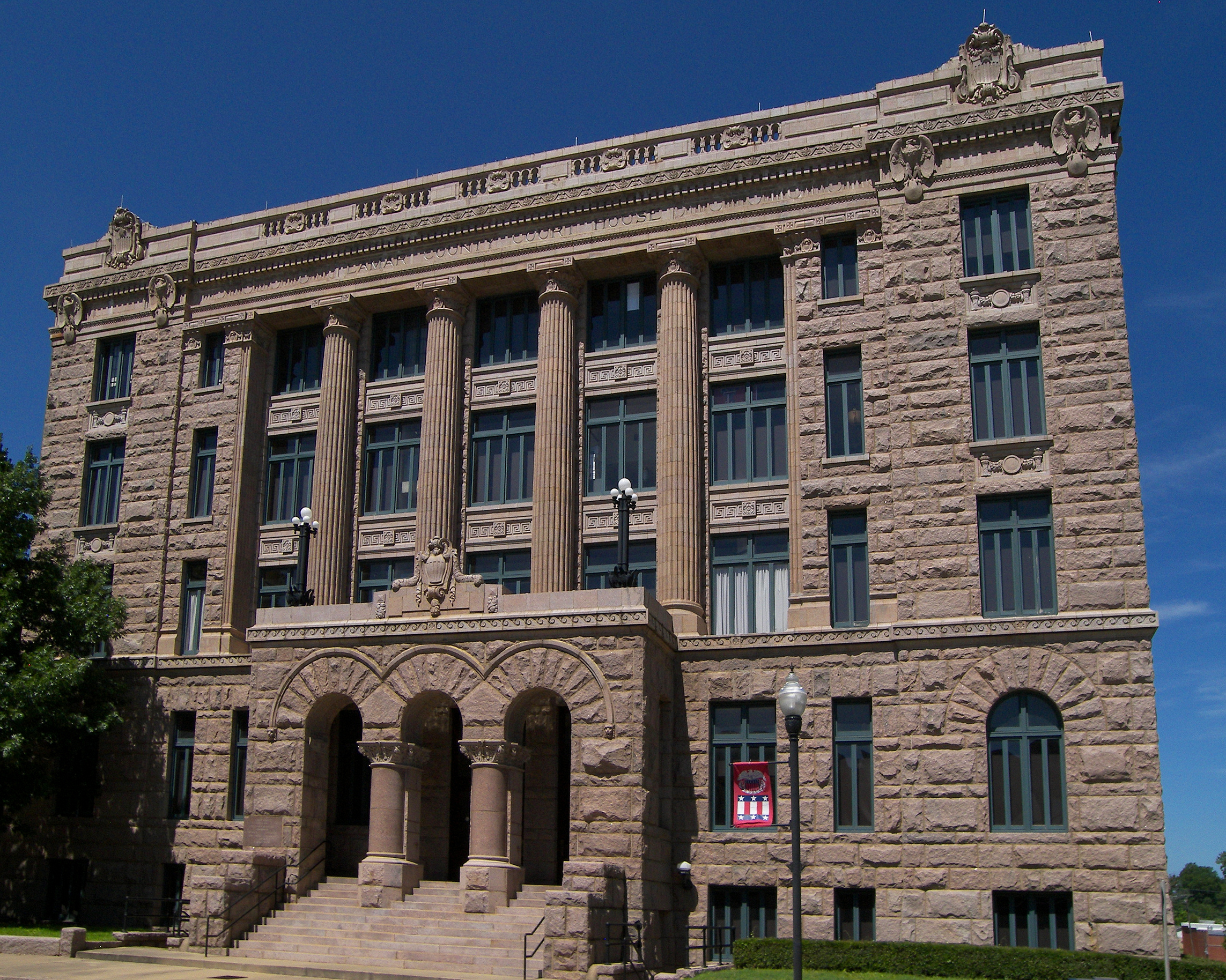
Tribunal do condado de Lamar em Paris, Texas

## Geografia
De acordo com o United States Census Bureau tem uma área de 115,0 km², dos quais 110,7 km² cobertos por terra e 4,3 km² cobertos por água. Paris localiza-se a aproximadamente 137 m acima do nível do mar.

## Localidades na vizinhança
O diagrama seguinte representa as localidades num raio de 24 km ao redor de Paris.